# Trembleya chamissoana
Trembleya chamissoana är en tvåhjärtbladig växtart som beskrevs av Charles Victor Naudin. Trembleya chamissoana ingår i släktet Trembleya och familjen Melastomataceae. Inga underarter finns listade i Catalogue of Life.